# Atrichum crispulum
Atrichum crispulum är en bladmossart som beskrevs av W. P. Schimper och Bescherelle 1893. Atrichum crispulum ingår i släktet sågmossor, och familjen Polytrichaceae. Inga underarter finns listade i Catalogue of Life.